# Schmalfeld
Schmalfeld est une commune allemande du Schleswig-Holstein, située dans l'arrondissement de Segeberg (Kreis Segeberg), à cinq kilomètres au nord de la ville de Kaltenkirchen. Schmalfeld est l'une des six communes de l'Amt Kaltenkirchen-Land (« Kaltenkirchen-campagne ») dont le siège est à Kaltenkirchen.